# Samine
Samine (ou Samine Escale) est une localité de Moyenne-Casamance (Sénégal), située dans le département de Goudomp et la région de Sédhiou, à proximité de la frontière avec la Guinée-Bissau. Elle est traversée par la « route du Sud », la RN 6 qui relie Ziguinchor à Kolda.
Le village a été érigé en commune en juillet 2008.
Selon une source officielle, Samine compte 2 825 habitants et 262 ménages.
À vol d'oiseau, les localités les plus proches sont : Sindima, Sathioum, Niafor, Limane, Kougne et Toubakouta.